# Pinsac
Pinsac é uma comuna francesa, situada no departamento de Lot, região de Occitânia.
Estende-se por uma área de 19,69 km². Em 2010 a comuna tinha 806 habitantes (densidade: 40,9 hab./km²).

## Personalidades ligadas à comuna
- Roger Vitrac (1899-1952), escritor.